# Jeffrey C. Alexander
Jeffrey C. Alexander, nome completo Jeffrey Charles Alexander (30 maggio 1947), è un sociologo statunitense, tra i principali esponenti del Neofunzionalismo, che riprende lo Struttural-funzionalismo di Talcott Parsons.
Alexander è autore o coautore di una decina di opere di sociologia, tra cui Neofunzionalismo (1985), e L'etica civile alla fine del XX secolo (1987).
È uno degli editori del periodico Journal Sociological Theory.

## Pragmatica Culturale
Nel 2004 pubblica l'articolo Cultural Pragmatics: Social Performance between Ritual and Strategy, nel quale introduce un approccio teorico, ossia la Pragmatica Culturale, che si concentra su quella che definisce Performance Culturale. Questo approccio, similmente a quello drammaturgico del sociologo Goffman, concepisce l'azione sociale come una recita, ma diversamente dal suddetto autore la estende a livello strutturale.
(Jeffrey C. Alexander, Cultural Pragmatics: Social Performance between Ritual and Strategy [2004], Sociological Theory, p. 527.)

### La performance culturale
(Jeffrey C. Alexander, Cultural Pragmatics: Social Performance between Ritual and Strategy [2004], Sociological Theory, p. 529.)

### Elementi della Performance Culturale
- Systems Of Collective Representation: Background Symbols And Foreground Scripts: Esso è costituito dal 1) background profondo socio-culturale; e dagli 2) script che sono il «sottoinsieme orientato all'azione[3]» che gli attori sociali derivano dal background.[4]
- Actors: Coloro i quali compiono la perfomance, per mezzo del testo sociale preso dallo script, di fronte a un pubblico.[5]
- Observers/Audience: Coloro i quali assistono alle perfomance degli attori.[6]
- Means of Symbolic Production: Oggetti, abbigliamenti e luoghi che permettono di dare diverse forme simboliche alla performance.[7]
- Mise-en-Scène: L'azione sociale drammatica attraverso la quale gli attori sociali mettono in scena il testo culturale (che deriva dallo script), proiettando così la performance al pubblico.[8]
- Social Power: Il potere che ha un impatto sulla realizzazione, produzione, distribuzione e critica delle performance.[9]

Jeffrey Alexander spiega che nel corso della storia, in corrispondenza dell'aumento della complessità sociale, gli elementi che compongono la performance culturale di sono separati. Nelle «simple social organization» gli elementi erano fusi, gli attori sociali venivano creduti subito e le performance avevano facilmente successo; mentre nelle «complex social organization» gli elementi sono separati, ciò rende più complicato per gli attori sociali essere creduti (cioé ritenuti autentici e naturali) e quindi il raggiungimento del successo è più difficile.

### Successo o fallimento
Il successo o il fallimento delle performance culturali, nelle «complex social organization», dipende dalla capacità degli attori sociali di riuscire a rimettere insieme gli elementi che costituiscono le performance.

## Opere tradotte in italiano
- Trauma. La rappresentazione sociale del dolore, Meltemi, Sesto San Giovanni, 2018.
- (con Thompson Kenneth), Sociologia, il Mulino, Bologna, 2010.
- La costruzione del male. Dall'olocausto all'11 settembre, il Mulino, Bologna, 2006.
- Teoria sociologica e mutamento sociale. Un'analisi multidimensionale della modernità, Franco Angeli, Milano, 1990.